# 홍승균
홍승균(洪承均, 1885년 1월 20일 ~ 1948년 1월 12일)은 일제강점기의 관료로, 본적은 충청남도 천안군 환성면이다.

## 생애
1907년 7월 탁지부 세무주사, 1908년 1월 재무서 주사로 근무했으며 1910년 10월 1일 경상남도 고성군수로 임명되었다. 1914년 3월 1일 함안군수, 1915년 5월 29일 산청군수로 각각 임명되었고 1912년 8월 1일 일본 정부로부터 한국병합기념장, 1915년 11월 10일 다이쇼대례기념장을 받았다.
1916년 3월 15일부터 1917년 7월 10일까지 경상남도 토지조사위원회 임시위원을 역임했으며 1921년 2월 12일 조선총독부 내무부 사무관으로 임명되었다. 경상남도 산청군수로 재직 중이던 1919년에 일어난 3·1 운동 당시 산청 지역 만세 운동 관련자를 밀고했고 사회교화정책을 선전하는 등 일본의 제국주의 식민 통치에 적극 협력했다. 1922년 1월 17일 일본 정부로부터 훈6등 서보장, 1926년 1월 27일 훈5등 서보장을 받았으며 1928년 3월 30일 조선총독부 학무국 종교과장으로 임명되었다.
1929년 1월 21일 경상북도 참여관, 1929년 11월 28일 충청북도지사로 각각 임명되었으며 1928년 11월 16일 일본 정부로부터 쇼와대례기념장, 1929년 3월 30일 훈4등 서보장을 받았다. 1930년 10월 16일 조선소방협회 충북지부장으로 선임되었고 1931년 9월 23일부터 1932년 9월 27일까지 전라북도지사를 역임했다. 1931년 11월 7일 일본 정부로부터 훈3등 서보장, 1932년 10월 1일 일본 정부로부터 조선 쇼와 5년 국세조사기념장을 받았으며 1932년 4월 1일 종4위에 서위되었다.
1939년 7월 국민정신총동원조선연맹 평의원을 역임했으며 같은 해 11월 조선유도연합회 이사로 선임되었다. 1940년 11월부터 1944년 6월까지 국민총력조선연맹 평의원을 역임했고 1945년 2월 대화동맹 심의원을 역임했다. 친일파 708인 명단의 도 참여관 부문, 조선총독부 사무관 부문, 도지사 부문, 기타 부문, 민족문제연구소의 친일인명사전 수록자 명단의 관료 부문, 친일단체 부문, 친일반민족행위진상규명위원회가 발표한 친일반민족행위 705인 명단에 포함되었다.

## 참고자료
- 친일반민족행위진상규명위원회 (2009). 〈홍승균〉. 《친일반민족행위진상규명 보고서 Ⅳ-19》. 서울. 540~560쪽.

| 전임 김서규 | 제7대 전라북도 도지사 1931년 9월 23일 ~ 1932년 9월 27일 | 후임 고원훈 |